# Équipe du Kenya féminine de rugby à XV
L'équipe du Kenya féminine de rugby à XV est constituée par une sélection des meilleures joueuses kényanes de rugby à XV.

## Histoire
Le Kenya termine deuxième de la Coupe d'Afrique féminine de rugby à XV en 2019, ce qui lui permet de disputer le barrage intercontinental des qualifications pour la Coupe du monde féminine de rugby à XV 2021 contre la Colombie. Les Kényanes s'inclinent d'une courte défaite (15–16).
L'équipe termine deuxième de la Coupe d'Afrique en 2023 et troisième de la Coupe d'Afrique 2024.